# モランI

白と黒の正方形が完全に分散しており、ルーク型の近接性の定義を用いるとモラン I 統計量が −1 となる。白マスと黒マスがボードの片側ずつに集まっていた場合、マスの数が増えるにつれて、モラン I 統計量は +1 に近づく。正方形の色をランダムに配置すると、モラン I 統計量は 0 に近くなる。

統計学において、モラン I（Moran's I ）は、パトリック・モラン（英語: Patrick Alfred Pierce Moran）によって開発された空間的自己相関の尺度である 。空間的自己相関は、空間内の近接した位置の間の信号の相関によって特徴付けられる。空間相関は多次元 (2 次元または 3 次元の空間) かつ多方向であるため、空間自己相関は 1 次元の自己相関よりも複雑である。

## グローバル・モラン
グローバル・モラン、空間データの全体的なクラスタリングの尺度である。次のように定義される。
{\displaystyle I={\frac {N}{W}}{\frac {\sum _{i=1}^{N}\sum _{j=1}^{N}w_{ij}(x_{i}-{\bar {x}})(x_{j}-{\bar {x}})}{\sum _{i=1}^{N}(x_{i}-{\bar {x}})^{2}}}}
ここで
- {\displaystyle N} は {\displaystyle i} および {\displaystyle j} でインデックスされている空間単位の数
- {\displaystyle x} は関心のある変数
- {\displaystyle {\bar {x}}} は {\displaystyle x} の平均
- {\displaystyle w_{ij}} は、空間重み行列の (i, j) 成分で、対角成分はゼロ（{\displaystyle w_{ii}=0}）
- {\displaystyle W} は全ての {\displaystyle w_{ij}} の合計（{\displaystyle W=\sum _{i=1}^{N}\sum _{j=1}^{N}{w_{ij}}} ）

### 空間重み行列の定義
モラン I の値は、空間重み行列 {\displaystyle w_{ij}} に組み込まれた仮定にかなり依存しうる。空間重み行列が必要なのは、空間的自己相関に対処し、空間的相互作用をモデル化する上で、考慮する隣人 neighbor の数を制限する構造を課す必要があるため。これは、トブラーが提唱した地理学の第一法則に関連している。この法則、
すべては他のすべてのものに依存しますが、より近いものはより依存する
ということを述べている。すべての観測が他のすべての観測に影響を与え、かつ、距離が閾値以上だと相互の影響を無視できるような、空間距離減衰関数を考える。
問題となっている特定の空間現象に関する仮定を正確に反映するマトリックスを構築することを考える。一般的なアプローチは、2 つの領域が隣接してい場合は 1 を、隣接していない場合は 0 を重みとして与えることである。ここで、近接性 （neighbors）は様々に定義されうる。{\displaystyle k} 近接性（{\displaystyle k} nearest neighbors）のある場合に重み 1 を与える、それ以外は重み 0 とすることもよく行われる。距離減衰関数を使用して重みを割り当てる、共有エッジの長さを使用する、などの方法もある。空間重み行列の選択は、問題の現象に関する理論に基づいて行われるべきである。モラン {\displaystyle I} の値は重みに非常に敏感であり、特に距離を使用する場合は、現象についての結論に影響を与えることがある。

### 期待値
空間的自己相関がないという帰無仮説の下でのモラン I の期待値は以下のように表される。
{\displaystyle E(I)={\frac {-1}{N-1}}}
この期待値に用いられる帰無分布は、入力 {\displaystyle x} が無作為に選択された置換 {\displaystyle \pi } によって並べ替えられるということである。置換の選び方を通じての期待値ということである。
サンプルサイズが大きい場合（すなわち、N が無限に近づくにつれて）、期待値はゼロに近づく。
モラン I の分散は以下のように表される。
{\displaystyle \operatorname {Var} (I)={\frac {NS_{4}-S_{3}S_{5}}{(N-1)(N-2)(N-3)W^{2}}}-(E(I))^{2}}
ここで、
{\displaystyle S_{1}={\frac {1}{2}}\sum _{i}\sum _{j}(w_{ij}+w_{ji})^{2}}
{\displaystyle S_{2}=\sum _{i}\left(\sum _{j}w_{ij}+\sum _{j}w_{ji}\right)^{2}}
{\displaystyle S_{3}={\frac {N^{-1}\sum _{i}(x_{i}-{\bar {x}})^{4}}{(N^{-1}\sum _{i}(x_{i}-{\bar {x}})^{2})^{2}}}}
{\displaystyle S_{4}=(N^{2}-3N+3)S_{1}-NS_{2}+3W^{2}}
{\displaystyle S_{5}=(N^{2}-N)S_{1}-2NS_{2}+6W^{2}}
モラン I の値は、通常、−1 から +1 までの範囲である。 −1/(N-1) より有意に小さい場合は負の空間的自己相関を、-1/(N-1) より有意に大きい値は正の空間的自己相関を示す。統計的仮説検定のために、モラン I の値を z スコアに変換することができる。
モランの I はギアリーの C と関連するが、同じではない。モラン I はグローバルな空間的自己相関を示し、ギアリーの C はローカルな空間的自己相関により敏感である。

## ローカル・モラン
グローバルな空間的自己相関分析では、調査範囲全体を要約する統計量が 1 つだけ得られる。言い換えれば、グローバル分析は均質性を仮定している。その仮定が成り立たない、すなわち空間的な異質性がある場合には、単一の統計量は意味をなさない。
さらに、グローバルな空間的自己相関がない場合でも、ローカルな空間自己相関分析を使用してローカルなレベルでクラスターを見つけることができる。グローバル・モランが個々の外積の総和であることを利用し、空間単位毎にローカル・モランを計算して、それぞれについて統計学的有意性を検定する。このようにして空間単位毎のクラスタリングを評価する Local Indicators of Spatial Association（LISA）が可能となる。
{\displaystyle I_{i}={\frac {x_{i}-{\bar {x}}}{m_{2}}}\sum _{j=1}^{N}w_{ij}(x_{j}-{\bar {x}})}
ここで、
{\displaystyle m_{2}={\frac {\sum _{i=1}^{N}(x_{i}-{\bar {x}})^{2}}{N}}}
また、
{\displaystyle I=\sum _{i=1}^{N}{\frac {I_{i}}{N}}}
ここで、I はグローバルな空間自己相関を測定するグローバル・モラン、Ii はローカル・モラン、N は地図上の分析ユニットの数である。
重み行列の行和を 1 に基準化することで、前述のグローバル・モランの式のうち {\displaystyle {\frac {N}{W}}} の項を消している。
LISA は、GeoDa（英語: GeoDa）で計算できる。GeoDa では、1995 年にLuc Anselin が提唱したローカル・モランを使用している。

## 応用
モラン I 統計量は、地理学および地理情報科学の各分野で広く使用されている。
- 健康に関する変数の地理的差異の分析[6]
- 公共用水のリチウム濃度がメンタルヘルスに及ぼす影響の特性を明らかにする[7]
- 方言学において、地域の言語の違いを測定する[8]
- 地形学的研究のための有意義な地形セグメンテーションのための目的関数の定義[9]